# Hemidactylus albituberculatus
Hemidactylus albituberculatus es una especie de gecos de la familia Gekkonidae.

## Distribución geográfica yhábitat
Se distribuye desde el norte de Camerún hasta el sur de Togo.